# Herb Odessy

Herb Odessy

Herb Odessy to srebrna kotwica o czterech hakach umieszczona w czerwonej tarczy herbowej. Tarcza umieszczona jest w złotym kartuszu, ponad nią znajduje się corona muralis z trzema wieżami, między nią a tarczą – czerwony kontur gwiazdy pięcioramiennej. Obecny wzór herbu oparto na herbie Odessy z czasów rosyjskiego panowania nad miastem, w porównaniu z pierwowzorem usunięto z klejnotu herbowego rosyjskiego dwugłowego orła.